# Admiral Südost
Die Dienststelle Admiral Südost war eine Kommandobehörde der Kriegsmarine im Zweiten Weltkrieg.

## Geschichte
Im April 1941 wurde die Dienststelle aus dem seit Februar 1941 existierenden Admiral Z, welcher sein Einsatzgebiet auf dem Balkan hatte, eingerichtet. Beim Absturz seines Flugzeugs starb Ende Februar 1941 bei der Anreise zur Übernahme als designierter Admiral Z Vizeadmiral Lothar von Arnauld de la Perière. Seit Juni 1941 war die Dienststelle in Sofia und Ende des Monats entstand aus der Stelle des Admirals Südost das Marinegruppenkommando Süd.
Kurz vor Kriegsende wurde aus dem Marinegruppenkommando Süd ein Admiral z.b.V. Südost eingerichtet.

## Kommandierender Admiral
- Admiral Karlgeorg Schuster, war bereits Admiral Z und wurde später auch Befehlshaber des Marinegruppenkommandos Süd

## Chef des Stabes
- Kapitän zur See Hellmuth Heye

## Unterstellte Einheiten
- Marinebefehlshaber Griechenland: ab April 1941
- Seetransportchef Südost (Saloniki)
- Inspekteur Minenräumdienst Donau: ab 12. April 1945 (Kapitän zur See der Reserve Anselm Lautenschlager)